# Stade Troud (Tomsk)
Le stade Trud (en russe : Стадион Труд) est un stade multifonction situé à Tomsk, en Russie.
D'une capacité de 10.000 places, il est principalement utilisé pour des matchs de football. Il accueille les rencontres à domicile du Tom Tomsk.

## Historique
Le stade a été construit en 1929 dans le centre-ville, dans le quartier historique de la Basse-Elan ( " Нижняя Елань " ), près du jardin ( «Городской сад» ).
Pour la saison 2005-2010, il pourrait accueillir 15 000 spectateurs. Actuellement, la tribune Est est en reconstruction, avec une nouvelle tribune VIP-lodge. Sur la reconstruction de la capacité du stade a diminué de 5 000 spectateurs. Après achèvement de la construction, la capacité sera portée à 16 000 spectateurs.
Le terrain a une taille de 108 x 71 mètres, avec une pelouse pouvant être chauffée. Le système d'éclairage fournit un éclairage 1200 lux.